# أم سهل بنت رومي الأنصارية
أمّ سهل بنت روميّ بن وَقْش بن زُغْبة بن زَعُورَاء بن عَبْد الأشهل الأشهلية الأنصارية صحابية جَليلة مِن الأنصار, ذكر محمد بن عمر الواقدي إنها أسلمت وبايعت.
وذكر ابن سعد في الطبقات الكبير إن أُمها هي سُهَيْمة بنت عبد الله بن رفاعي بن نجدة من بني نمير من الأوس, وأنها تزوجت أبي نائلة سِلْكان بن سَلامة بن وَقْش، وولدت له المحياة بنت سلكان الأنصارية وهي أخت أم حنظلة بنت رومي الأنصارية.